# Bulbul senzill
El bulbul senzill (Chlorocichla simplex) és una espècie d'ocell de la família dels picnonòtids (Pycnonotidae). Es troba a l'Àfrica occidental i central. Els seus hàbitats principals són els boscos tropicals i subtropicals de frondoses humits de les terres baixes, la sabana seca, els matollars secs i els humids tropicals i subtropicals, les terres llaurades i les àrees forestals fortament degradades. El seu estat de conservació es considera de risc mínim.